# Branchinecta
Branchinecta är ett släkte av kräftdjur. Branchinecta ingår i familjen Branchinectidae.
Branchinecta är enda släktet i familjen Branchinectidae.

## Dottertaxa tillBranchinecta, i alfabetisk ordning[1][2]
- Branchinecta achalensis
- Branchinecta belki
- Branchinecta campestris
- Branchinecta coloradensis
- Branchinecta conservatio
- Branchinecta cornigera
- Branchinecta dissimilis
- Branchinecta ferox
- Branchinecta gaini
- Branchinecta gigas
- Branchinecta granulosa
- Branchinecta hiberna
- Branchinecta iheringi
- Branchinecta kaibabensis
- Branchinecta leonensis
- Branchinecta lindahli
- Branchinecta longiantenna
- Branchinecta lynchi
- Branchinecta mackini
- Branchinecta mesovallensis
- Branchinecta mexicana
- Branchinecta minuta
- Branchinecta oriena
- Branchinecta orientalis
- Branchinecta oterosanvicentei
- Branchinecta packardi
- Branchinecta paludosa
- Branchinecta palustris
- Branchinecta papillosa
- Branchinecta pollicifera
- Branchinecta potassa
- Branchinecta prima
- Branchinecta readingi
- Branchinecta rocaensis
- Branchinecta sandiegonensis
- Branchinecta somuncurensis
- Branchinecta tarensis
- Branchinecta tolli
- Branchinecta valchetana
- Branchinecta vuriloche